# Crossocerus heydeni
Crossocerus heydeni ist ein Hautflügler aus der Familie der Crabronidae.

## Merkmale
Die Anatomie der Tiere ist nahezu unerforscht. 

## Vorkommen
Die Art kommt in den Wäldern des gesamten zentral- und osteuropäischen Raumes vor, beispielsweise in Schweden, Finnland, Russland, in der Schweiz, in Österreich, Südtirol und Tschechien, selten in Frankreich und Deutschland. Ebenfalls gab es einen Fund in Japan.

## Lebensweise
Auch die Lebensweise dieser seltenen Tiere ist unerforscht.